# Ischia (traghetto)
L'Ischia è stato un traghetto, appartenuto alla Traghetti Pozzuoli dal 1981 al 2007.

## Servizio
Varato il 7 maggio 1948 nel cantiere navale Wm. Denny's & Bros. Ltd di Dumbarton con il nome di Royal Sovereign e consegnato il 15 luglio successivo alla General Steam Nav, prende servizio come nave passeggeri per brevi crociere in Inghilterra.
Nel 1967 viene disarmato a Deptford e messo in vendita. Nello stesso anno viene venduto alla Townsend Car Ferries per circa 100 mila sterline e trasferito nel cantiere navale Verschure & Co di Amsterdam e trasformato in Ro-ro. Ribattezzato Autocarrier, il 30 agosto successivo prende servizio nei collegamenti tra i porti di Dover e Zeebrugge.
Il 28 ottobre 1967, durante l’arrivo a Zeebrugge, subisce danni alle eliche ed al timone, a causa di un'avaria ai motori. Posto fuori servizio per le necessarie riparazioni, torna in servizio a maggio 1968.
Nell'ottobre del 1973 viene venduto alla Società Partenopea di Navigazione (S.P.A.N) e, ribattezzato Ischia, salpa il 15 ottobre da Dover per Messina. Giunto in Sicilia, viene sottoposto a lavori di ristrutturazione e trasformato in traghetto passeggeri nei cantieri navali Cassaro,  durante i quali vengono aggiunte nuove sovrastrutture a poppa e viene aumentata la capacità passeggeri.
Nel 1974 prende servizio nei collegamenti tra Napoli ed Ischia.
Nel 1975 viene acquistato dalla Navigazione Toscana ed inserito nei collegamenti tra Piombino e Portoferraio in sostituzione del Città di Piombino, da poco ceduto a Nav.Ar.Ma Lines.
A novembre 1980, con il trasferimento del Marmorica sulla Piombino-Portoferraio, viene venduto all'armatore napoletano Umberto Patalano, al quale viene consegnato il 13 febbraio 1981 a Portoferraio. Successivamente torna in servizio sulla Pozzuoli-Ischia.
Nel 1991 viene trasferito alla Traghetti Pozzuoli.
Il 22 luglio 1995 scoppia un incendio nella sala macchine del traghetto, che viene posto fuori servizio e riparato.
Nel 2003, con l'assorbimento della Traghetti Pozzuoli da parte di Medmar, passa a quest'ultima, senza però mai portarne il logo.
Nel 2007, con l'ingresso in flotta del Maria Buono, viene disarmato a Napoli e successivamente venduto per la demolizione, giungendo ad Aliağa il 15 dicembre dello stesso anno.